# Kandang (Comal)
Kandang is een bestuurslaag in het regentschap Pemalang van de provincie Midden-Java, Indonesië. Kandang telt 3905 inwoners (volkstelling 2010).